# San Giuseppe Vesuviano
San Giuseppe Vesuviano är en ort och kommun i storstadsregionen Neapel, innan 2015 provinsen Neapel, i regionen Kampanien i Italien. Kommunen hade 31 612 invånare (2017).